# Stawczany (obwód chmielnicki)
Stawczany (ukr. Ставчани) – wieś na Ukrainie, w obwodzie chmielnickim, w rejonie kamienieckim. W 2001 liczyła 599 mieszkańców, wśród których 510 wskazało jako język ojczysty ukraiński, a 89 rosyjski.